# Seznam amerických spisovatelů
Seznam amerických spisovatelů obsahuje přehled některých významných spisovatelů, narozených nebo převážně publikujících ve Spojených státech amerických.

## A
- Robert Abernathy (1924–1990), sci-fi
- Edward Franklin Albee (1928–2016), dramatik
- Louisa May Alcottová (1832–1888), novela
- Woody Allen (* 1935), postmoderna, zabývá se především filmem
- Dorothy Allisonová (1949–2024), feminismus
- Julia Alvarezová (* 1950), poezie, novela
- Poul Anderson (1926–2001), sci-fi a fantasy
- Isaac Asimov (1920–1992), sci-fi
- Janet Asimovová (1926–2019), sci-fi
- David Auburn (* 1969), dramatik, nositel Pulitzerovy ceny (2001)

## B
- James Arthur Baldwin (1924–1987), romanopisec
- Dave Barry (* 1947), satirik, humorista
- John Simmons Barth (* 1930), satirik
- Donald Barthelme (1931–1989), postmodernistický romanopisec
- Harriet Beecher Stoweová (1811–1896)
- Saul Bellow (1915–2005), židovský spisovatel, držitel Nobelovy ceny (1976)
- Alfred Bester (1913–1987 ), sci-fi
- John Berryman (1914–1972), básník
- Ambrose Bierce (1842 – asi 1914)
- James Blish (1921–1975), sci-fi, fantasy a horor
- Robert Bloch (1917–1994), sci-fi, fantasy a horor
- Nelson Slade Bond (1908–2006), sci-fi
- Benjamin William Bova (1932–2020), sci-fi
- Leigh Brackettová (1915–1978), sci-fi
- Ray Bradbury (1920–2012), sci-fi
- Roark Bradford (1896–1948), prozaik, humorista
- Richard Gary Brautigan (1935–1984), představitel beat generation, básník a romanopisec
- Josif Brodskij (1940–1996), držitel Nobelovy ceny (1987)
- Louis Bromfield (1896–1956)
- Dan Brown (* 1964), thriller
- Fredric Brown (1906–1972), sci-fi
- Pearl S. Bucková (1892–1973), držitelka Nobelovy ceny (1938)
- Algis Budrys (1931–2008), sci-fi
- Charles Bukowski (1920–1994)
- Frances Hodgson Burnettová (1849–1924)
- Edgar Rice Burroughs (1875–1950), tvůrce Tarzana
- William Seward Burroughs (1914–1997), představitel beat generation

## C
- Meg Cabotová (* 1967), román, drama
- John Wood Campbell, jr. (1910–1971), sci-fi
- Joseph Campbell (1904–1987), sci-fi
- Truman Capote (1924–1984)
- Orson Scott Card (* 1951), sci-fi, fantasy
- Willa Cather (1873–1947), nositelka Pulitzerovi ceny (1923)
- Hal Clement (1922–2003), sci-fi
- James Fenimore Cooper (1789–1851), dobrodružný román, nonfikce
- Gregory Nunzio Corso (1930–2001), beat generation
- Stephen Crane (1871–1900), naturalista
- E. E. Cummings (1894–1962), modernistická literatura
- Michael Cunningham (* 1952), romanopisec, držitel Pulitzerovy ceny (1999)
- James Oliver Curwood (1878–1927), dobrodružný román

## D
- Richard Henry Dana, Jr. (1815–1882), cestopisy
- Jeffery Deaver (* 1950), detektivní romány
- Lyon Sprague de Camp (1907–2000), sci-fi a fantasy
- Lester del Rey (1915–1993), sci-fi a fantasy
- Philip K. Dick (1928–1982), sci-fi
- Emily Dickinsonová (1830–1886), básnířka
- Edgar Lawrence Doctorow (1931–2015), romanopisec
- John Dos Passos (1896–1970), román
- Theodore Dreiser (1871–1945), naturalista
- Bob Dylan (* 1941), básník, textař, hudebník a písničkář, nositel Nobelovy ceny (2016)

## E
- William Eastlake (1917–1997)
- Garry C. Edmondson (1922–1995), sci-fi a westerny
- Ralph Waldo Emerson (1803–1882), transcendentalista
- Jeffrey Eugenides (* 1960), romanopisec, nositel Pulitzerovy ceny (2003)

## F
- Walter Farley (1915–1989), autor knih pro mládež
- Howard Fast, též E. V. Cunningham (1914–2003)
- William Faulkner (1897–1962), držitel Nobelovy ceny (1949)
- Raymond Elias Feist (* 1945), fantasy
- Lawrence Ferlinghetti (1919–2021)
- Francis Scott Fitzgerald (1896–1940)
- Margaux Fragoso (1979–2017)
- Benjamin Franklin (1706–1790)
- Robert Frost (1874–1963)
- Robert Fulghum (* 1937)

## G
- Erle Stanley Gardner (1889–1970), detektivní žánr
- Hugo Gernsback (1884–1967), sci-fi
- William Gibson (* 1948), sci-fi, kyberpunk
- Allen Ginsberg (1926–1997), beat generation
- Louise Glücková (* 1943), držitelka Nobelovy ceny (2020)
- James Goldman (1927–1996), spisovatel a scenárista
- William Goldman (1931–2018), spisovatel a scenárista

## H
- Arthur Hailey (1920–2004)
- Dashiell Hammett (1894–1961), zakladatel drsné školy
- Edmond Moore Hamilton (1904–1977)
- Francis Bret Harte (1836–1902)
- Nathaniel Hawthorne (1804–1864)
- Ernest Haycox (1899–1950)
- Robert Anson Heinlein (1907–1988)
- Joseph Heller (1923–1999)
- Ernest Hemingway (1899–1961), držitel Nobelovy ceny (1954)
- O. Henry (1862–1910)
- Frank Herbert (1920–1986)
- John Hersey (1914–1993)
- Robert E. Howard (1906–1936)
- L. Ron Hubbard(1911–1986)
- Langston Hughes (1902–1967)
- Evan Hunter (1926–2005)

## Ch
- Robert William Chambers (1865–1933)
- Raymond Chandler (1888–1959), romanopisec, autor detektivek
- C. J. Cherryh (* 1942), fantasy

## I
- John Irving (* 1942), romanopisec a scenárista
- Washington Irving (1783–1859)

## J
- Henry James (1843–1916), anglo-americký dramatik a literární kritik
- Robinson Jeffers (1887–1962), básník a prozaik
- James Jones (1921–1977)

## K
- Jack Kerouac (1922–1969), beat generation
- Ken Kesey (1935–2001), postmoderna
- Daniel Keyes (1927–2014), sci-fi
- Stephen King (* 1947), autor hororů
- Jim Kjelgaard (1910–1959), autor především knih pro mládež
- Eric Knight (1897–1843), autor knihy Lassie se vrací
- Cyril M. Kornbluth (1923–1958), sci-fi
- Jerzy Kosiński (1933–1991), anglicky píšící autor polského původu
- Jon Krakauer (* 1954), spisovatel a horolezec
- Larry Kusche, též Lawrence David Kusche (* 1940), autor publikací vyvracejicích údajné záhady
- Henry Kuttner (1915–1958), sci-fi

## L
- Caroline Lawrencová (* 1954)
- Harper Leeová (1926–2016)
- Murray Leinster (1896–1975)
- Sinclair Lewis (1885–1951), držitel Nobelovy ceny (1930)
- Jack London (1876–1916)
- Henry Wadsworth Longfellow (1807–1882)
- Hendrik Willem van Loon (1882–1944)
- Robert Lowell (1917–1977)
- Kelly Linková (* 1969)

## M
- Norman Mailer (1923–2007), spisovatel a novinář
- Bernard Malamud (1914–1986), židovský spisovatel
- George R. R. Martin (* 1948), sci-fi, fantasy
- Takashi Matsuoka (* 1947)
- Herman Melville (1819–1891)
- Thomas Merton (1915–1968), trapistický mnich, jeden z nejvlivnějších katolických autorů 20. století, básník a spisovatel
- Ed McBain, pseudonym Evana Huntera (1926–2005) pro psaní detektivních románů
- Lee McGiffinová (1908–1978), spisovatelka knih pro děti a mládež
- Arthur Miller (1915–2005)
- Henry Miller (1891–1980)
- Margaret Mitchellová (1900–1949)
- Christopher Moore (* 1957)
- Catherine Lucille Mooreová (1911–1987), spisovatelka sci-fi a fantasy
- Walt Morey (1907–1992) spisovatel knih pro mládež
- Toni Morrisonová (1931–2019), držitelka Nobelovy ceny (1993) a Pulitzerovi ceny (1988)
- Anton Myrer (1922–1996)

## N
- Vladimir Nabokov (1899–1977)
- Nathaniel Richard Nash (1913–2000)
- Barbara Neely (1941–2020), spisovatelka, aktivistka
- Larry Niven (* 1938), sci-fi

## O
- Joyce Carol Oatesová (* 1938)
- Scott O'Dell (1898–1989)
- Theodore Victor Olsen (1932–1993)
- Eugene O'Neill (1888–1953), držitel Nobelovy ceny (1936)
- Flannery O'Connorová (1925–1964)

## P
- Ingrid J. Parkerová (* 1936), autorka detektivek
- Sylvia Plathová (1932–1963)
- Belva Plain (1915–2010)
- Edgar Allan Poe (1809–1849)
- Frederik Pohl (1919–2013), sci-fi
- Katharine Anne Porterová (1890–1980), novinářka a spisovatelka, držitelka Pulitzerovy ceny (1966)
- Ezra Pound (1885–1972)
- Jerry Pournelle (1933–2017), novinář, sci-fi
- Mario Puzo (1920–1999), diplomat a romanopisec
- Thomas Ruggles Pynchon (* 1937), postmoderna

## Q
- Patrick Quentin, pseudonym autorského týmu píšícího detektivní romány
- Ellery Queen, pseudonym autorského týmu píšícího detektivní romány

## R
- Wilson Rawls (1913–1984), autor knih pro děti
- Kenneth Rexroth (1905–1982), beat generation
- Anne Riceová (1941–2021), autorka hororů a fantasy literatury
- Tom Robbins (* 1932)
- Kenneth Roberts (1885–1957), novinář a spisovatel historických dobrodružných románů
- Ross Rocklynne (1913–1988), science fiction
- Theodore Roethke (1908–1963)
- Philip Roth (1933–2018), židovský spisovatel
- Reginald Rose (1920–2002)

## S
- Jerome David Salinger (1919–2010), romanopisec
- Carl Sandburg (1878–1967), básník, novinář, trojnásobný držitel Pulitzerovy ceny (1919, 1940, 1951)
- William Saroyan (1908–1981), prozaik
- Irwin Shaw (1913–1984), spisovatel, scenárista a dramatik
- Dan Simmons (* 1948), sci-fi
- Upton Sinclair (1878–1968), publicista, držitel Pulitzerovy ceny za beletrii (1943)
- Isaac Bashevis Singer (1902–1991), držitel Nobelovy ceny (1978)
- Bertrice Small (1937–2015), spisovatelka historických romancí
- Edward Elmer Smith (1890–1965), sci-fi
- Gary Snyder (* 1930), básník, beat generation
- Armstrong Sperry (1897–1976), spisovatel dobrodružných příběhů pro děti a mládež
- John Steinbeck (1902–1968), držitel Nobelovy ceny (1962)
- Theodore Sturgeon (1918–1985), sci-fi
- William Styron (1925–2006), prozaik, držitel Pulitzerovy ceny (1968)
- Hildegarde Hoyt Swiftová (1890–1972), spisovatelka knih pro děti a mládež

## T
- Charles R. Tanner (1896–1974), sci-fi
- Kenneth Nathaniel Taylor (1917–2005), nakladatel, náboženská literatura
- William Tenn (1920–2010), sci-fi
- Henry David Thoreau (1817–1862)
- John Kennedy Toole (1937–1969)
- Mark Twain (1835–1910)

## U
- John Updike (1932–2009)

## V
- Catherynne M. Valenteová (* 1979), fantasy
- A. E. van Vogt (1912 –2000), sci-fi
- Jack Vance (1916–2013), sci-fi a fantasy
- Kurt Vonnegut (1922–2007)

## W
- Richard Wilson Webb (1901–1966), autor detektivních románů pod pseudonymem Patrick Quentin
- Hugh Callingham Wheeler (1912–1987), dramatik, scenárista a autor detektivních románů pod pseudonymem Patrick Quentin
- Walt Whitman (1819–1892), básník
- Thornton Wilder (1897–1975)
- Tennessee Williams (1911–1983), prozaik a dramatik
- Walter Jon Williams (* 1953), sci-fi
- Jack Williamson (1908–2006), sci-fi
- William Carlos Williams (1883–1963)
- Owen Wister (1860–1938)
- Thomas Wolfe (1900–1938)
- Donald A. Wollheim (1914–1990)